# Andrzej Orkisz
Andrzej Orkisz (ur. 21 grudnia 1937 we Lwowie, zm. 27 lutego 2024 w Warszawie) – polski wiolonczelista, kameralista i pedagog.

## Życiorys
Urodzony 21 grudnia 1937 we Lwowie, od szóstego roku życia uczył się gry na fortepianie. Po wojnie został z rodziną przesiedlony do Krakowa. Tam w wieku lat dwunastu zaczął naukę wiolonczeli u Józefa Makowicza, później u dr. Jerzego Strzemieńskiego. Dalsze studia wiolonczelowe kontynuował w latach 1955–1960 w Państwowej Wyższej Szkole Muzycznej w Krakowie w klasie prof. Józefa Mikulskiego, oraz w Konserwatorium w Paryżu w klasie Paula Tortelier w roku 1961.

### Kariera
Rozpoczął karierę orkiestrową w Operze Krakowskiej w latach 1960–1962. W roku 1962 był także członkiem Wielkiej Orkiestrzy Symfonicznej Polskiego Radia w Katowicach, po czym pracował w Filharmonii Narodowej w Warszawie jako koncertmistrz aż do roku 1972. W Filharmonii grał razem z żona Anną, z którą też występował w duecie wiolonczelowym.
W latach 1969–1985 był członkiem Kwintetu Warszawskiego Władysława Szpilmana, z którym koncertował w wielu krajach Europy i Ameryki. W składzie z Igorem Iwanowem, Janem Tawroszewiczem i Stefanem Kamasą, uczestniczył w nagraniu przez Kwintet dzieł Antonína Dvořáka i Johannesa Brahmsa oraz obu kwintetów fortepianowych Grażyny Bacewicz.
Zostały wydane liczne jego transkrypcje i opracowania dzieł na wiolonczelę, oraz przez niego skomponowana kadencja do koncertu wiolonczelowego C-dur Josepha Haydna.

### Działalność pedagogiczna
Równolegle z praca w Filharmonii Narodowej, Andrzej Orkisz rozpoczął działalność pedagogiczna w Akademii Muzycznej w Warszawie, a w latach 1980–1982 wykładał również w Akademii Muzycznej w Krakowie. W 1984 r. wyjechał do Francji, aby wraz z innymi członkami Kwintetu Warszawskiego objąć klasy smyczkowe w konserwatorium w Tarbes.
Po powrocie do Polski w roku 1992, pracował w Akademii Muzycznej w Łodzi (1992–2006) oraz Zespole Państwowych Szkól Muzycznych nr 1 w Warszawie. Od 1997 prowadził klasę wiolonczeli w Uniwersytecie Muzycznym Fryderyka Chopina.
W 1994 r. otrzymał tytuł profesora. Do jego wychowankow zalicza sie wielu wybitnych polskich wiolonczelistow, m.in. Tadeusz Wojciechowski, Rafał Kwiatkowski, Marcin Zdunik...
Był ponadto jurorem wielu narodowych i międzynarodowych konkursów muzycznych, oraz wykładał na licznych kursach mistrzowskich w Polsce (Łańcut, Gdańsk, Zakopane...) i we Francji (Bordeaux, Mont-de-Marsan).
Został odznaczony wieloma honorowymi nagrodami, m.in. Srebrnym Medalem „Zasłużony Kulturze Gloria Artis” w 2006 r.